# Покровский, Иван Михайлович
Ива́н Миха́йлович Покро́вский (1865—1941) — русский церковный историк, краевед, архивист; ординарный профессор Казанской духовной академии. Дважды становился лауреатом Уваровской премии.

## Биография
Родился 17 (29) января 1865 года в селе Колдарово (Колдары, Колударово) Моршанского уезда Тамбовской губернии в семье священника.
В 1880 году окончил 2-е Тамбовское духовное училище по 2-му разряду, в 1886 году — Тамбовскую духовную семинарию по 1-му разряду. Служил псаломщиком в Евдокиевском кладбищенском храме Липецка, затем надзирателем в 1-м (1887) и 2-м (1889) Тамбовских духовных училищах.
В 1891—1895 годах учился в Казанской духовной академии. После окончания академии со степенью кандидата богословия в течение следующего учебного года состоял в ней профессорским стипендиатом и с 1896 года исполнял обязанности доцента по кафедре истории Русской церкви. В 1898 году получил степень магистра богословия за диссертацию «Русские епархии XVI-XIX вв. Т. 1: XVI и XVII вв.» и был  утверждён в звании доцента.
С 1898 года надворный советник, секретарь Общества вспомоществования недостаточным студентам. Заведующий редакционными делами по академическим изданиям (1900–1904), коллежский советник (1902). В 1901 году венчался с Верой Игнатьевной Акатьевой (1901); у них родились: Петр, Татьяна, Зинаида, Надежда.
В 1906 году был произведён в чин статского советника. В 1907 году получил степень доктора церковной истории за диссертацию «Казанский архиерейский дом, его средства и штаты, преимущественно до 1764 года».
С 16 июня 1908 года — сверхштатный профессор Казанской духовной академии, с 25 октября — штатный экстраординарный профессор, с 19 августа 1909 года по 1918 год — ординарный профессор кафедры истории Русской церкви.
С 1905 по 1907 год был редактором журнала «Известия по Казанской епархии». Составил обстоятельные исторические описания монастырей Казанской епархии по заказу настоятелей этих обителей: Седмиозерной пустыни, Свияжского Иоанно-Предтеченского.
Советом Казанской духовной академии направлялся представителем Академии на XI, XIV и XVI всероссийские археологические съезды в Киеве, Чернигове и Пскове. Избран пожизненным действительным
членом Владимирской, Тамбовской, Нижегородской учёных архивных комиссий, Императорского Московского археологического института, Общества археологии, истории и этнографии при Императорском Казанском университете. Один из учредителей и член Церковного историко-археологического общества Казанской епархии.
В 1917 году Работал в I, II, III, V, VII, VIII и IX отделах Предсоборного совета; член Поместного собора Православной Российской Церкви, участвовал в 1–2-й сессиях, член II, V, XI, XII, XVI, XIX Отделов.
С 1918 года преподаватель арифметики на 1-х Казанских красноармейских курсах, пытался сохранить Раифский монастырь, ходатайствуя о передаче его земель Казанскому университету. С 1919 года заведующий историко-культурной и бытовой секцией Казанского губернского архива, член и председатель комиссии по охране архивных фондов и музейных памятников Казани и Казанской губернии.
В 1921 году вместе с ректором, епископом Анатолием (Грисюком) и другими профессорами осуждён на год лишения свободы условно за «нелегальное существование академии», хотя в законном порядке она ещё не была ликвидирована.
С 1926 года заведующий объединённой библиотекой Татарского ЦИКа, Совнаркома и Госплана, архивариус Статистического управления и Государственной плановой комиссии Татарской АССР. Фактически был первым создателем и хранителем Национального архива Татарстана и других крупных архивов республики.
31 августа 1930 года арестован. Обвинялся вместе с другими профессорами академии в «организации на территории ТАССР филиала Всесоюзного центра церковно-монархической организации „Истинно-православная церковь“ <…> высказывался за необходимость борьбы за воспитание детей в духе церковно-приходских школ, отстаивая в суждениях благоденственное влияние царей на русскую жизнь <…>  Участвовал в обсуждении методов борьбы с Соввластью в доме профессора НЕСМЕЛОВА В. И., разделяя политическую платформу Казанского филиала Всесоюзного центра церковно-монархической организации „Истинно-Православной Церкви“». Виновным себя не признал. В 1932 году постановлением особого совещания при коллегии ОГПУ по ст. 58-10, 58-11 УК РСФСР приговорён к 3 годам ссылки в Казакскую АССР года. Поскольку страдал от эмфиземы лёгких, астмы и сердечной недостаточности, Постановлением Президиума ЦИК СССР от 22.07.1932 ему было разрешено свободное проживание в порядке частной амнистии.
С 1932 года заведующий складом хирургической клиники Казанского медицинского института. С 1935 года на пенсии. В 1940 году передал в дар государственному музею Татарской АССР ценнейшие книги и документы.
Скоропостижно умер 19 апреля 1941 года от сердечного приступа во время передачи в дар музею документов по истории расстрела крестьян в селе Бездна Спасского уезда. Похоронен на Арском кладбище в Казани.
В 1964 году посмертно реабилитирован Постановлением Верховного суда ТАССР. Дом, который в 1902 году построил и в котором жил до самой смерти, постановлением кабинета министров республики Татарстан назван «домом Покровского», признан памятником истории республиканского значения и занесён в Государственный охранный реестр, а на доме установлена мемориальная доска.

## Награды
- орден Св. Анны 2-й (1913) и 3-й ( 1905) степени
- орден Св. Станислава 2-й (1909) и 3-й (1901) степени
- орден Св. Владимира 4-й степени
- серебряная медаль в память царствования Императора Александра III